# Praça André de Albuquerque

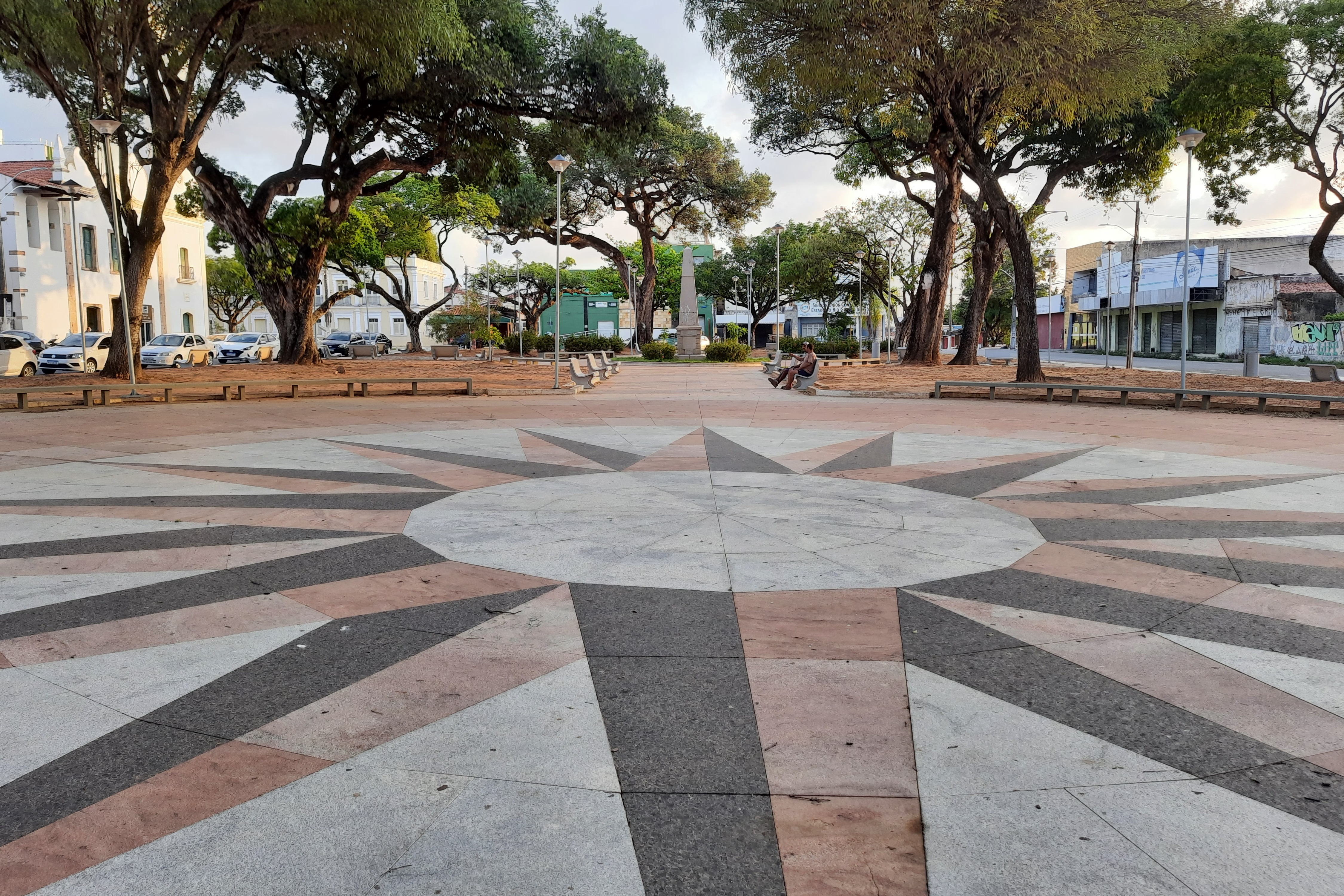
Praça André de Albuquerque

A Praça André de Albuquerque, também conhecida popularmente como Praça Vermelha, está situada no bairro da Cidade Alta, em Natal, capital do estado do Rio Grande do Norte. É o ponto geodésico da cidade e também o seu marco zero. Seu nome se deve ao revolucionário André de Albuquerque Maranhão, que lutou ao lado dos revoltosos de Pernambuco
Sua criação se deu no ano de 1888, por parte da Câmara Municipal de Natal, que então renomeou a Rua Grande, dando-a o seu nome atual. Entre o final do século XIX e os tempos atuais, a praça sofreu inúmeras intervenções dos mais diversos governos, que lhe acrescentaram monumentos, modificaram seu paisagismo e adicionaram novos aparelhos públicos. A praça é uma das mais importantes da cidade, não apenas por ser o local de nascimento da mesma, mas por estar situada na confluência de prédios de grande importância para a sociedade natalense, como a Catedral Antiga de Natal (Igreja Matriz de Nossa Senhora da Apresentação) e o Instituto Histórico e Geográfico do Rio Grande do Norte.

## Etimologia
O nome da praça se deve a André de Albuquerque Maranhão, que em 1817 lutou ao lado dos revoltosos da Revolução Pernambucana. André era o senhor do engenho de Cunhaú e foi umas das principais figuras da revolta no Rio Grande do Norte, ao lado do Miguel Joaquim de Almeida Castro, mais conhecido como Padre Miguelinho.
Albuquerque Maranhão chegou a tomar o poder da cidade de Natal e da província do Rio Grande do Norte por um breve período que foi de 29 de março a 25 de abril de 1817, quando derrubou o então governador da capitania, José Inácio Borges. No entanto, após a derrota dos revolucionários em Pernambuco, o movimento perdeu sua força nos outros estados da região, e André acabou por ser deposto e preso na Fortaleza dos Reis Magos, onde faleceu.
Como forma de reconhecimento a este homem, que posteriormente acabou por ser considerado um herói do estado, a Câmara Municipal de Natal alterou o nome da Rua Grande (a principal rua da capital do estado à época) para Praça André de Albuquerque em 1888.

## História

### Criação e primeiros momentos
Apesar do nome recebido, a praça ainda não havia recebido investimentos públicos, pois conforme a edição de 1 de julho de 1931 do jornal A República, "na Praça André de Albuquerque, Rua Grande, pastavam animais, que sol a pino descansavam à sombra de grandes castanheiras". O historiador Câmara Cascudo também ressaltou a falta de urbanismo na área ao destacar que ela foi o primeiro espaço no qual se jogou futebol no Rio Grande do Norte. Além disso, o próprio revela que, até então, a praça não era conhecida pelo seu nome oficial, mas sim como Praça da Matriz.
Apenas em junho de 1906 a praça sofreria alguma intervenção governamental, no sentido de ajardiná-la. O encarregado desta tarefa foi o arquiteto Herculano Ramos, que fora contratado neste mesmo ano pelo governador Augusto Tavares de Lyra. Apesar do ajardinamento, a praça ainda não estava pronta. Coube ao governador Alberto Maranhão fazer mais uma obra no sentido de melhorar o aspecto da praça. Sua contribuição para o logradouro, entretanto, se resumiu ao calçamento com pedras retiradas dos arrecifes da praça, bem como de outros locais da cidade. À exceção da construção do Monumento aos Mártires de 1817, o logradouro passou dezessete anos sem receber novos investimentos. Apenas em 1934 doze bancos seriam instalados na Praça André de Albuquerque, por solicitação do prefeito José Bilro, que havia contratado um especialista no Recife para tal.

### A primeira reforma
Em 1942, Joaquim Inácio de Carvalho Filho foi empossado como prefeito de Natal. Seu mandato se estendeu de 3 de janeiro de 1942 a 19 de julho de 1943, e foi responsável por novos melhoramentos na praça. Várias obras já haviam sido iniciadas pelo seu antecessor, Gentil Ferreira, que além de ter iniciado a remoção do calçamento antigo, também implantou uma arborização composta de fileiras paralelas de arbustos. Carvalho Filho continuou as obras instalando novos bancos, um coreto moderno, um novo padrão de arborização e uma nova pavimentação do espaço, que acabou por se ligar à Praça 7 de Setembro através da Igreja de Nossa Senhora do Rosário. A inauguração da praça reformada se deu em 7 de setembro de 1942, quando Carvalho Filho pronunciou um discurso sobre a importância e a utilidade daquele local.
| “ | A Praça André de Albuquerque serve a uma particular utilização tendo, por isso, propositadamente, largos espaços de piso alvo e cômodo. Muitas árvores desordenadamente plantadas foram derrubadas. Outras foram plantadas sem sacrificar-se a finalidade imposta a este recanto ― a de servir para as nossas construções cívicas e escolares, podendo o povo por ela livremente distender-se, como faz agora… | ” |

### A segunda reforma
A segunda grande reforma da praça foi levada a cabo pelo prefeito Djalma Maranhão, que governou Natal entre 3 de outubro de 1960 e 2 de abril de 1964. A principal consequência da sua ação reformadora foi a remoção do pelourinho e dos canhões da praça. Em seu lugar, foi construída uma Concha Acústica que compreendia um bar e uma biblioteca.
Além disso, na área mais próxima ao Tribunal de Justiça, o prefeito ergueu uma fonte luminosa e uma galeria de arte, que foi bastante utilizada por artistas locais na década de 1960. Sua inauguração se deu no dia 8 de março de 1963, com festividades e exposições. A Concha Acústica, por sua vez, foi inaugurada na véspera do natal de 1963, com a apresentação da peça Natal na Praça, do grupo de Teatro Experimental de Amadores. Anteriormente, nesse mesmo dia, o pelourinho foi efetivamente devolvido ao Instituto Histórico e Geográfico, onde permanece até hoje.

### A terceira reforma
Uma década mais tarde, a terceira reforma do logradouro foi realizada por iniciativa do arquiteto Luís Nazário, que trabalhou para a prefeitura de Natal durante o mandato de Vauban Bezerra. A justificativa para as modificações previstas no novo projeto eram o destoamento do caráter colonial da arquitetura do centro da cidade criado com a reforma anterior. A Concha Acústica foi destruída, bem como a biblioteca e a galeria de arte também foram, e em seus respectivos lugares foram construídos um novo coreto e uma varanda colonial com bancos e lampiões. A obra foi inaugurada solenemente em 25 de março de 1977, tanto pelo prefeito Vauban Bezerra quanto pelo governador Tarcísio Maia, que se fez presente na ocasião.

### A quarta reforma e os problemas atuais
A última das reformas realizadas na Praça André de Albuquerque foi efetivada por iniciativa da prefeita Wilma de Faria, que durante o 400º aniversário de fundação da cidade mudou todo o piso da praça e a dotou de luminárias e bancos (tanto de madeira quanto de cimento) novos. Além disso, nas proximidades do Palácio Potengi, foi erguida uma pequena estrela de bronze que simboliza o nascimento da cidade.
Com o passar dos anos, o equipamento público da praça foi novamente se deteriorando. Pichações, falta de lixeiras e bancos quebrados foram alguns dos problemas relatados em reportagem de 2009 do jornal Diário de Natal, que ainda ressaltou a insegurança vivida no local, apesar dos esforços policiais. Além disso, a dissertação "A Praça André de Albuquerque na visão de seus freqüentadores", apresentada ao Dpto. de Psicologia da Universidade Federal do Rio Grande do Norte apontou que esta insegurança acabava sendo redobrada pelo fato de que "de tanto ouvirem falar que aconteceu algo de estranho ali, [as pessoas] já formavam uma opinião de que a praça era bastante perigosa".
Em 2010, a prefeitura iniciou a construção de um box turístico na praça para atender aos turistas que visitam o centro histórico.

## Monumentos

### Monumento aos Mártires de 1817

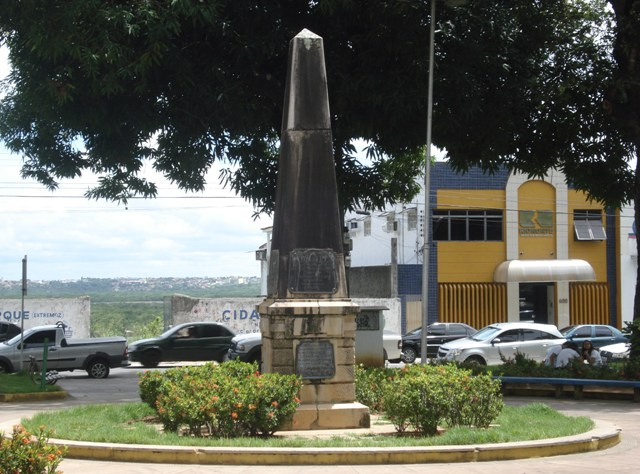
Monumento aos Mártires de 1817

Nas proximidades do centenário da morte do Padre Miguelinho, ou seja, 12 de junho de 1937, o Instituto Histórico e Geográfico do Rio Grande do Norte inaugurou um monumento aos heróis da Revolução de 1817 na Praça André de Albuquerque. Na ocasião, Henrique Castriciano fez um discurso enaltecendo as características dos dois revolucionários mais importantes, André de Albuquerque e Padre Miguelinho. Na sequência, uma cortina que cobria a estátua foi removida e o monumento foi, enfim, revelado aos presentes. Ao final do evento de inauguração, as bandas de música tocaram a "Marcha José Peregrino", que já havia sido entoada anteriormente pelo revolucionários no momento da entrada vitoriosa em Natal, no dia 25 de março de 1817.
Situado na área mais próxima da Catedral Antiga (Igreja Matriz de Nossa Senhora da Apresentação), o referido monumento é uma coluna de granito colocada acima de um pedestal com inscrições em latim feitas pelo cônego Estevão Dantas. O projeto da estátua coube aos engenheiros André Rebouças e Willy Fischer, que foram comissionados pelo Instituto Histórico e Geográfico para este fim.

### Monumento da Cidade
Durante o mandato de Sílvio Pedrosa, entre 13 de fevereiro de 1946 e 25 de fevereiro de 1950, Câmara Cascudo foi o seu assessor de assuntos culturais. Foi de Cascudo a ideia de comemorar o 350o aniversário da fundação de Natal, que logo foi acatada pelo prefeito. Entre as festividades do aniversário se encontraram eventos como sessões solenes na Academia Norte-rio-grandense de Letras e no Teatro Alberto Maranhão, além de uma missa campal na véspera de natal, uma noite de folguedos tradicionais, um desfile náutico no rio Potengi, um baile de gala no Aero Clube de Natal e, finalmente, a inauguração de um novo monumento na Praça André de Albuquerque.
Tratava-se do pelourinho (que se encontrava esquecido no Instituto Histórico e Geográfico e que havia vitimado o próprio André de Albuquerque em 1817) rodeado por quatro canhões procedentes da Fortaleza dos Reis Magos que ficavam sobre pedestais de alvenaria. A solenidade de inauguração foi presidida pelo governador José Augusto Varela e contou com a presença de autoridades das mais variadas esferas (civis, militares e eclesiásticas, por exemplo). Tropas do Exército, da Marinha e da Aeronáutica também se fizeram presentes ao prestar continência ao monumento.
Localizado quase no centro da praça, no local onde anteriormente existia o coreto instalado por Carvalho Filho, o monumento desagradou à Câmara Municipal de Natal, que enviou uma carta de insatisfação a Sílvio Pedrosa que, por sua vez, apenas lamentou o desacordo. Posteriormente, verificou-se que não apenas a Câmara Municipal estava insatisfeita com a instalação do pelourinho em praça pública. Vários cidadãos começaram a enviar cartas de protesto ao prefeito afirmando que a presença do pelourinho era um símbolo do poder colonial que deveria ter ficado no passado. Em resposta a estas reclamações, Cascudo publicou cinco longos artigos que faziam parte de uma série chamada "Símbolo Jurídico do Pelourinho".

### A placa do 385º aniversário da cidade
Em 1984, na ocasião do 385º aniversário de Natal, os governos estadual e municipal, aliados à Igreja Católica, incluíram uma nova placa de bronze no Monumento dos Mártires de 1817. As seguintes palavras estão afixadas na placa:
| “ | Aqui, a 25 de dezembro de 1599, foi realizada a Missa de Fundação da Cidade do Natal. A aposição desta placa ocorre aos 385 anos após, sendo prefeito o Exmo. Sr. Marcos Formiga, governador o Exmo. Sr. José Agripino e arcebispo o Exmo. e Revmo. Sr. Dom Nivaldo Monte. Natal, 25 de dezembro de 1984. | ” |

## Arredores

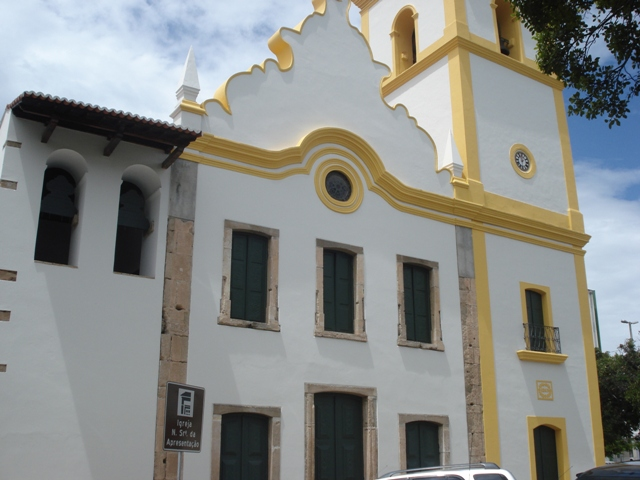
A Catedral Metropolitana Antiga - Igreja Matriz de Nossa Senhora da Apresentação vista da praça

Em torno da Praça André de Albuquerque estão alguns dos prédios mais antigos e mais importantes da cidade de Natal. A Catedral Matriz de Nossa Senhora da Apresentação, também conhecida como Igreja Matriz ou Sé Antiga, é a mais antiga de todas. Foi fundada ainda no final do século XVI, com a chegada dos primeiros habitantes, e parcialmente destruída pela ação dos invasores holandeses, sendo posteriormente reconstruída e sucessivamente aperfeiçoada e restaurada. Para além da Igreja Catedral Matriz, também se fazem presentes o prédio do Tribunal Regional Eleitoral, o Instituto Histórico e Geográfico do Rio Grande do Norte, e o "Patronato da Medalha Milagrosa", que desde 1937 cuida da educação de meninas abandonadas.